# Пограничный сельсовет (Гродненская область)
Пограничный сельсовет — административная единица на территории Берестовицкого района Гродненской области Республики Беларусь. Административный центр — агрогородок Пограничный, находится за 10 км на юго-запад от Б. Берестовицы, 70 км от Гродно на перекрёстке дорог Гродно — Свислочь и Гродно — Белосток.
На территории сельсовета находится 1 пограничная застава, таможенный пост «Берестовица» Гродненской региональной таможни, отделение пограничного контроля.

## Состав
Пограничный сельсовет включает 22 населённых пункта:
- Вороны — деревня.
- Горбачи — деревня.
- Грицевичи — деревня.
- Девятки — деревня.
- Жиличи — деревня.
- Кваторы — агрогородок.
- Клепачи — деревня.
- Колосы — деревня.
- Красное — деревня.
- Лесная — деревня.
- Меньки — деревня.
- Мижевичи — деревня.
- Минчики — деревня.
- Павлюшки — деревня.
- Пограничный — агрогородок.
- Рудовляны — деревня.
- Сыроежки — деревня.
- Тетеревка — деревня.
- Франково — хутор.
- Чапличи — деревня.
- Ясколды — деревня.
- Ятовты — деревня.

## История
Территория современного сельсовета в XV—XVIII веках входила в состав Гродненского уезда Трокского воеводства и Волковысского уезда Новогрудского воеводства. В XIX — начале XX века часть населённых пунктов относилась к Голынковской волости Волковысского уезда, а часть — к Свислочской волости Волковысского уезда.
С сентября 1915 года находилась под оккупацией кайзеровских войск, а в 1921—1939 — в составе Польши.
С июля 1944 года Грицевичский сельсовет входил в Свислочский, а с 13 февраля 1960 года — в Берестовицкий районный. В 1961 году Грицевичский сельсовет упразднён, а его населённые пункты присоединены к Тетерёвскому сельсовету, который в 1978 году реорганизован в Пограничный поссовет, а в 2007 году — в Пограничный сельсовет.

## Демография
Численность населения в 2011 году составила 3085 человек. В том числе: 10 ветеранов Великой Отечественной войны, 67 — одиноких, 320 — одиноко проживающих граждан, 115 — инвалидов I и II группы, 7 — воинов — интернационалистов, 35 многодетных семей, 34 неполных семьи.

## Промышленность, сельское хозяйство
На территории сельсовета действуют:
- Железнодорожная станция «Берестовица» транспортного республиканского унитарного предприятия «Барановичское отделение Белорусской железной дороги»
- Филиал «Автомобильный парк № 18» открытого акционерного общества «Гроднооблавтотранс»
- Берестовицкий производственный участок Росского комбикормового завода
- Свеклопункт сырьевого отдела открытого акционерного общества «Скидельский сахарный комбинат»

## Социальная сфера
- Государственное учреждение образования «СШ аг. Пограничный»
- Государственное учреждение образования «Кваторский учебно-педагогический комплекс детский сад — базовая общеобразовательная школа»
- Государственное учреждение образования «Дошкольный центр развития ребёнка п. Пограничный»
- Пограничная амбулатория на 50 посещений в смену, Кваторским, Грицевичским, Красновским фельдшерско-акушерские пункты.

Функционирует 1 дом культуры, 1 клуб, 1 клуб-библиотека, 3 библиотеки, 1 школа искусств, 1 комплексный приёмный пункт, 4 отделения связи, 2 бани, 16 магазинов, 4 торговых павильона, 5 объектов общественного питания.

## Памятные места
На территории сельсовета имеется 5 памятников воинам, погибшим в годы Великой Отечественной войны.